# Hasbro
A Hasbro a világ egyik legnagyobb játékgyártó cége. Székhelye a Rhode Island állambeli Pawtucketben található.

## Története
Játékkészítő vállalatként (jelenlegi formájában) 1968-ban alakult meg, bár előtte is foglalkozott játékokkal, de akkor még nem ez volt a fő profilja. A Hasbro igazi elődje az 1923-ban megalakult Hassenfeld Brothers volt, amely textilt és ceruzákat árusított, később állt rá a játékárusításra. Első figurái a népszerű G.I. Joe sorozat szereplői voltak. Ezeken kívül népszerű franchise-ai még a Transformers vagy az Én kicsi pónim is. Mind a két játéksorozatot az 1980-as években árusították először, a nagy sikerre való tekintettel mindkét márkanévvel több rajzfilmsorozat, képregény, videójáték stb. készült. A Hasbro több népszerű társasjátékot is kiadott az évek során. Leányvállalatai közé tartozik a Wizards of the Coast cég is, amely a híres Dungeons and Dragons játékot készíti. 2021. október 12 -én elhunyt Brian Goldner, a Hasbro hosszú távú vezérigazgatója.